# Stictopisthus unicinctor
Stictopisthus unicinctor là một loài tò vò trong họ Ichneumonidae.